# The Essential Billy Joel
The Essential Billy Joel es un álbum doble que recopila diversas canciones de Billy Joel, editado por Sony Music. Fue lanzado el 2 de octubre del año 2001.
El 26 de agosto de 2008, The Essential 3.0 fue lanzado conteniendo un tercer disco con siete pistas adicionales.

## Lista de canciones

### Disco uno
1. "Piano Man"
2. "You're My Home"
3. "Captain Jack"
4. "The Entertainer"
5. "Say Goodbye to Hollywood"
6. "Miami 2017 (I've Seen the Lights Go Out on Broadway)"
7. "New York State of Mind"
8. "She's Always a Woman"
9. "Movin' Out (Anthony's Song)"
10. "Only the Good Die Young"
11. "Just the Way You Are"
12. "Honesty"
13. "My Life"
14. "It's Still Rock and Roll to Me"
15. "You May Be Right"
16. "Don't Ask Me Why"
17. "She's Got a Way" (en vivo)
18. "Allentown"

### Disco dos
1. "Goodnight Saigon"
2. "An Innocent Man"
3. "Uptown Girl"
4. "The Longest Time"
5. "Tell Her About It"
6. "Leave a Tender Moment Alone"
7. "A Matter of Trust"
8. "Baby Grand"
9. "I Go to Extremes"
10. "We Didn't Start the Fire"
11. "Leningrad"
12. "The Downeaster "Alexa""
13. "And So It Goes"
14. "The River of Dreams"
15. "All About Soul"
16. "Lullabye (Goodnight, My Angel)"
17. "Waltz no. 1 (Nunley's Carousel)"
18. "Invention In C minor"

### Disco tres
1. "Worse Comes to Worst"
2. "Prelude/Angry Young Man"
3. "Scenes from an Italian Restaurant"
4. "Big Shot"
5. "All for Leyna"
6. "Pressure"
7. "This Is the Time"